# Lista hrabstw w stanie Teksas
Poniżej przedstawiono alfabetyczną listę 254 hrabstw w stanie Teksas w Stanach Zjednoczonych.

## Lista alfabetyczna

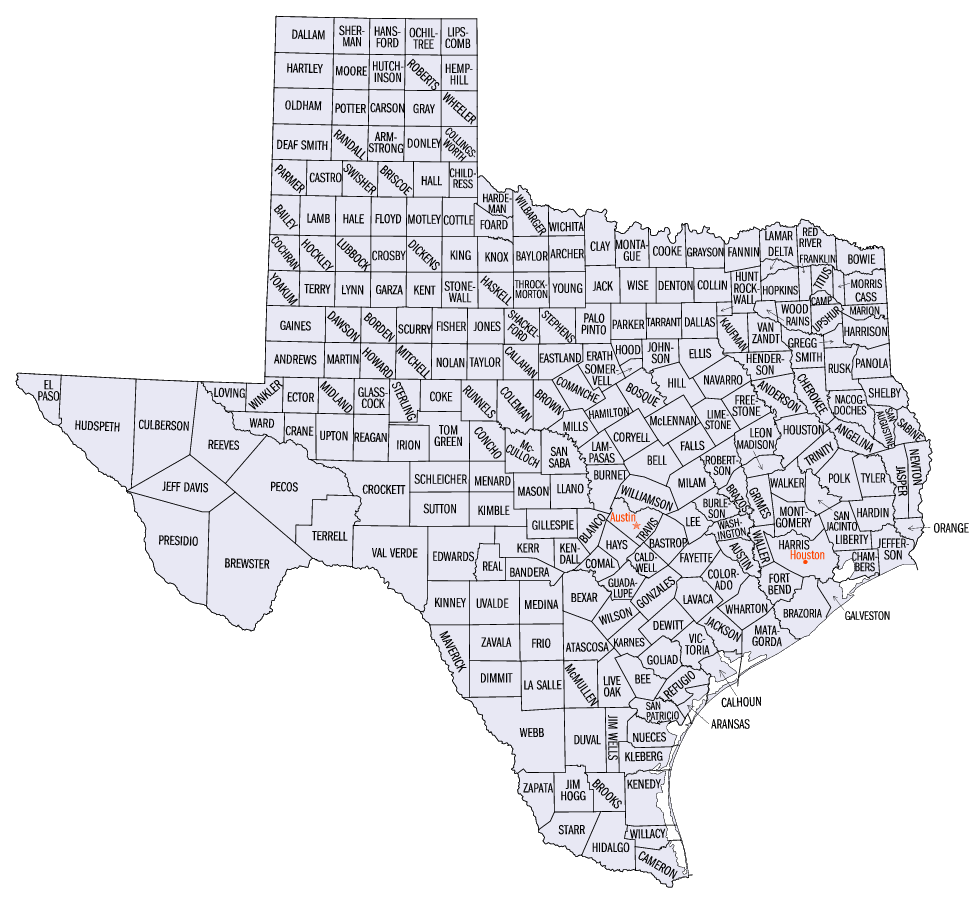

- Hrabstwo Anderson
- Hrabstwo Andrews
- Hrabstwo Angelina
- Hrabstwo Aransas
- Hrabstwo Archer
- Hrabstwo Armstrong
- Hrabstwo Atascosa
- Hrabstwo Austin
- Hrabstwo Bailey
- Hrabstwo Bandera
- Hrabstwo Bastrop
- Hrabstwo Baylor
- Hrabstwo Bee
- Hrabstwo Bell
- Hrabstwo Bexar
- Hrabstwo Blanco
- Hrabstwo Borden
- Hrabstwo Bosque
- Hrabstwo Bowie
- Hrabstwo Brazoria
- Hrabstwo Brazos
- Hrabstwo Brewster
- Hrabstwo Briscoe
- Hrabstwo Brooks
- Hrabstwo Brown
- Hrabstwo Burleson
- Hrabstwo Burnet
- Hrabstwo Caldwell
- Hrabstwo Calhoun
- Hrabstwo Callahan
- Hrabstwo Cameron
- Hrabstwo Camp
- Hrabstwo Carson
- Hrabstwo Cass
- Hrabstwo Castro
- Hrabstwo Chambers
- Hrabstwo Cherokee
- Hrabstwo Childress
- Hrabstwo Clay
- Hrabstwo Cochran
- Hrabstwo Coke
- Hrabstwo Coleman
- Hrabstwo Collin
- Hrabstwo Collingsworth
- Hrabstwo Colorado
- Hrabstwo Comal
- Hrabstwo Comanche
- Hrabstwo Concho
- Hrabstwo Cooke
- Hrabstwo Coryell
- Hrabstwo Cottle
- Hrabstwo Crane
- Hrabstwo Crockett
- Hrabstwo Crosby
- Hrabstwo Culberson
- Hrabstwo Dallam
- Hrabstwo Dallas
- Hrabstwo Dawson
- Hrabstwo Deaf Smith
- Hrabstwo Delta
- Hrabstwo Denton
- Hrabstwo DeWitt
- Hrabstwo Dickens
- Hrabstwo Dimmit
- Hrabstwo Donley
- Hrabstwo Duval
- Hrabstwo Eastland
- Hrabstwo Ector
- Hrabstwo Edwards
- Hrabstwo El Paso
- Hrabstwo Ellis
- Hrabstwo Erath
- Hrabstwo Falls
- Hrabstwo Fannin
- Hrabstwo Fayette
- Hrabstwo Fisher
- Hrabstwo Floyd
- Hrabstwo Foard
- Hrabstwo Fort Bend
- Hrabstwo Franklin
- Hrabstwo Freestone
- Hrabstwo Frio
- Hrabstwo Gaines
- Hrabstwo Galveston
- Hrabstwo Garza
- Hrabstwo Gillespie
- Hrabstwo Glasscock
- Hrabstwo Goliad
- Hrabstwo Gonzales
- Hrabstwo Gray
- Hrabstwo Grayson
- Hrabstwo Gregg
- Hrabstwo Grimes
- Hrabstwo Guadalupe
- Hrabstwo Hale
- Hrabstwo Hall
- Hrabstwo Hamilton
- Hrabstwo Hansford
- Hrabstwo Hardeman
- Hrabstwo Hardin
- Hrabstwo Harris
- Hrabstwo Harrison
- Hrabstwo Hartley
- Hrabstwo Haskell
- Hrabstwo Hays
- Hrabstwo Hemphill
- Hrabstwo Henderson
- Hrabstwo Hidalgo
- Hrabstwo Hill
- Hrabstwo Hockley
- Hrabstwo Hood
- Hrabstwo Hopkins
- Hrabstwo Houston
- Hrabstwo Howard
- Hrabstwo Hudspeth
- Hrabstwo Hunt
- Hrabstwo Hutchinson
- Hrabstwo Irion
- Hrabstwo Jack
- Hrabstwo Jackson
- Hrabstwo Jasper
- Hrabstwo Jeff Davis
- Hrabstwo Jefferson
- Hrabstwo Jim Hogg
- Hrabstwo Jim Wells
- Hrabstwo Johnson
- Hrabstwo Jones
- Hrabstwo Karnes
- Hrabstwo Kaufman
- Hrabstwo Kendall
- Hrabstwo Kenedy
- Hrabstwo Kent
- Hrabstwo Kerr
- Hrabstwo Kimble
- Hrabstwo King
- Hrabstwo Kinney
- Hrabstwo Kleberg
- Hrabstwo Knox
- Hrabstwo La Salle
- Hrabstwo Lamar
- Hrabstwo Lamb
- Hrabstwo Lampasas
- Hrabstwo Lavaca
- Hrabstwo Lee
- Hrabstwo Leon
- Hrabstwo Liberty
- Hrabstwo Limestone
- Hrabstwo Lipscomb
- Hrabstwo Live Oak
- Hrabstwo Llano
- Hrabstwo Loving
- Hrabstwo Lubbock
- Hrabstwo Lynn
- Hrabstwo Madison
- Hrabstwo Marion
- Hrabstwo Martin
- Hrabstwo Mason
- Hrabstwo Matagorda
- Hrabstwo Maverick
- Hrabstwo McCulloch
- Hrabstwo McLennan
- Hrabstwo McMullen
- Hrabstwo Medina
- Hrabstwo Menard
- Hrabstwo Midland
- Hrabstwo Milam
- Hrabstwo Mills
- Hrabstwo Mitchell
- Hrabstwo Montague
- Hrabstwo Montgomery
- Hrabstwo Moore
- Hrabstwo Morris
- Hrabstwo Motley
- Hrabstwo Nacogdoches
- Hrabstwo Navarro
- Hrabstwo Newton
- Hrabstwo Nolan
- Hrabstwo Nueces
- Hrabstwo Ochiltree
- Hrabstwo Oldham
- Hrabstwo Orange
- Hrabstwo Palo Pinto
- Hrabstwo Panola
- Hrabstwo Parker
- Hrabstwo Parmer
- Hrabstwo Pecos
- Hrabstwo Polk
- Hrabstwo Potter
- Hrabstwo Presidio
- Hrabstwo Rains
- Hrabstwo Randall
- Hrabstwo Reagan
- Hrabstwo Real
- Hrabstwo Red River
- Hrabstwo Reeves
- Hrabstwo Refugio
- Hrabstwo Roberts
- Hrabstwo Robertson
- Hrabstwo Rockwall
- Hrabstwo Runnels
- Hrabstwo Rusk
- Hrabstwo Sabine
- Hrabstwo San Augustine
- Hrabstwo San Jacinto
- Hrabstwo San Patricio
- Hrabstwo San Saba
- Hrabstwo Schleicher
- Hrabstwo Scurry
- Hrabstwo Shackelford
- Hrabstwo Shelby
- Hrabstwo Sherman
- Hrabstwo Smith
- Hrabstwo Somervell
- Hrabstwo Starr
- Hrabstwo Stephens
- Hrabstwo Sterling
- Hrabstwo Stonewall
- Hrabstwo Sutton
- Hrabstwo Swisher
- Hrabstwo Tarrant
- Hrabstwo Taylor
- Hrabstwo Terrell
- Hrabstwo Terry
- Hrabstwo Throckmorton
- Hrabstwo Titus
- Hrabstwo Tom Green
- Hrabstwo Travis
- Hrabstwo Trinity
- Hrabstwo Tyler
- Hrabstwo Upshur
- Hrabstwo Upton
- Hrabstwo Uvalde
- Hrabstwo Val Verde
- Hrabstwo Van Zandt
- Hrabstwo Victoria
- Hrabstwo Walker
- Hrabstwo Waller
- Hrabstwo Ward
- Hrabstwo Washington
- Hrabstwo Webb
- Hrabstwo Wharton
- Hrabstwo Wheeler
- Hrabstwo Wichita
- Hrabstwo Wilbarger
- Hrabstwo Willacy
- Hrabstwo Williamson
- Hrabstwo Wilson
- Hrabstwo Winkler
- Hrabstwo Wise
- Hrabstwo Wood
- Hrabstwo Yoakum
- Hrabstwo Young
- Hrabstwo Zapata
- Hrabstwo Zavala